# Mary-Kate a Ashley Olsenovy
Ashley Fuller Olsenová a Mary-Kate Olsenová (nepřechýleně Olsen; * 13. června 1986 Sherman Oaks, Los Angeles, Spojené státy americké) jsou americké herečky, dvojvaječná dvojčata. Jejich první společná role byla v americkém serialu Plný dům již v necelém roce jejich života. V dospělosti je jejich nejznámější společná role ve filmu Jeden den v New Yorku. Od šesti let spolu pracují na televizních, filmových a video projektech až do jejich dospělosti. Díky jejich společnosti Dualstar se staly jedněmi z nejbohatších žen v zábavním průmyslu ve velmi mladém věku.

## Biografie
Narodily se v Sherman Oaks v Los Angeles, jako dvojčata, do rodiny herce a kaskadéra Davida Briana Olsena (*1951) a jeho manželky baletky a herečky Jarnette Olsenové, rozené Fulerové (*1954). Ashley je o dvě minuty starší. Mají ještě dva vlastní sourozence – mladší sestru Elizabeth (*1989) a staršího bratra Trenta (*1984). Ashley s Mary-Kate bydlely se svou matkou    i po rozvodu rodičů v roce 1996. V současnosti žijí v New Yorku. Od svých devíti let vlastní svou vlastní značku, kterou nazvaly Elizabeth and James po svých dalších sourozencích. Pod touto značkou se prodává dámské oblečení, kosmetika a knížky. Z otcova nového manželství mají nevlastní sestru Courtney Taylor (*1997) a nevlastního bratra jménem Jake (*1998).

## Filmografie

### Film a televize
| Rok       | Název                                     | Mary-Kate role                  | Ashley role                    | Poznámky                          |
| --------- | ----------------------------------------- | ------------------------------- | ------------------------------ | --------------------------------- |
| 1987–1995 | Plný dům                                  | Michelle Tanner (sdílená role)  | Michelle Tanner (sdílená role) | 191 dílů                          |
| 1992      | Hangin' with Mr. Cooper                   | Michelle Tanner (sdílená role)  | Michelle Tanner (sdílená role) | díl: „Hangin' With Michelle“      |
| 1992      | Jedeme k babičce                          | Sarah Thompson                  | Julie Thompson                 | TV film                           |
| 1993      | Our First Video                           | Samu sebe                       | Samu sebe                      |                                   |
| 1993      | Trable, trable, tuplem trable             | Kelly Farmer a malá teta Sophia | Lynn Farmer & malá teta Agatha | TV film                           |
| 1994      | Jak byl dobyt západ                       | Jessica Martin                  | Suzy Martin                    | TV film                           |
| 1994      | Malí uličníci                             | Dvojče č. 2                     | Dvojče č. 1                    | cameo                             |
| 1994–1997 | The Adventures of Mary-Kate & Ashley      | Samu sebe                       | Samu sebe                      | video seriál, 11 dílů             |
| 1995      | Malé dohazovačky                          | Amanda Lemmon                   | Alyssa Callaway                |                                   |
| 1995–2000 | You're Invited to Mary-Kate & Ashley's... | Samu sebe                       | Samu sebe                      | video seriál, 10 dílů             |
| 1997      | Sister, Sister                            | Samu sebe                       | Samu sebe                      | díl: „Slime Party“                |
| 1997      | Our Music Video                           | Samu sebe                       | Samu sebe                      |                                   |
| 1998      | Táta z billboardu                         | Tess Tyler                      | Emily Tyler                    |                                   |
| 1998      | All My Children                           | Samu sebe                       | Samu sebe                      | 1 díl                             |
| 1998–1999 | Two of a Kind                             | Mary-Kate Burke                 | Ashley Burke                   | 1 řada                            |
| 1999      | Výlet do Paříže                           | Melanie „Mel“ Porter            | Allyson „Ally“ Porter          |                                   |
| 1999      | Gólová výměna                             | Sam Stanton                     | Emma Stanton                   | TV film                           |
| 2000      | Sedmé nebe                                | Carol Murphy                    | Sue Murphy                     | díl: „Gossip“ (5.08)              |
| 2000      | Sestry v akci                             | Maddie Parker                   | Abby Parker                    |                                   |
| 2001      | Sestry na módní přehlídce                 | Samu sebe                       | Samu sebe                      | direct-to-video film              |
| 2001      | Sestry v Londýně                          | Chloe Lawrence                  | Riley Lawrence                 |                                   |
| 2001–2002 | Tak málo času                             | Riley Carlson                   | Chloe Carlson                  | 1 řada                            |
| 2001      | Sestry na Bahamách                        | Madison Stewart                 | Alex Stewart                   |                                   |
| 2001–2002 | Mary-Kate a Ashley                        | Misty (hlas)                    | Amber (hlas)                   | animovaný seriál, 1 řada          |
| 2002      | První jízda                               | Kylie Hunter                    | Taylor Hunter                  |                                   |
| 2002      | Výlet do Říma                             | Charli Hunter                   | Leila Hunter                   |                                   |
| 2003      | Výzva                                     | Shane Dalton                    | Elizabeth „Lizzie“ Dalton      |                                   |
| 2003      | Charlieho andílci: Na plný pecky          | Budoucí andílek (sdílená role)  | Budoucí andílek (sdílená role) | cameo                             |
| 2004      | Simpsonovi                                | Samu sebe (hlas)                | Samu sebe (hlas)               | díl: „Tiráda americké hospodyňky“ |
| 2004      | Jeden den v New Yorku                     | Roxanne „Roxy“ Ryan             | Jane Ryan                      | hlavní role                       |
| 2006      | Warholka                                  | Molly Spence                    | –                              |                                   |
| 2007      | Tráva                                     | Tara Lindman                    | –                              | vedlejší role, 3. řada            |
| 2008      | Samantha Who?                             | Natalie                         | –                              | díl: „Help“                       |
| 2008      | Bláznovství                               | Union                           | –                              |                                   |
| 2011      | Netvor                                    | Kendra Hilferty                 | –                              |                                   |
| 2013      | Scatter My Ashes at Bergdorf's            | Samu sebe                       | –                              |                                   |